# Ugo di Flavigny
Ugo (1064 circa) fu un monaco e storico benedettino francese. Fu abate di Flavigny dal 1097 al 1100.

## Biografia
Ugo nacque intorno al 1064, probabilmente a Verdun. Secondo la sua stessa testimonianza, sua madre era la signora Dada di Montfaucon, figlia di Clotilde, figlia dell'imperatore Ottone III, cosa molto dubbia. In ogni caso, apparteneva sicuramente a una famiglia importante e ricevette la sua educazione presso il monastero di St-Vannes a Verdun, dove in seguito prese l'abito di novizio benedettino. Essendo Teodorico, vescovo di Verdun, un sostenitore dell'imperatore del Sacro Romano Impero Enrico IV di Franconia e dell'antipapa Clemente III, l'abate di St-Vannes, che sosteneva il papa, fu costretto a lasciare il suo monastero: questo andò all'abbazia di St-Bénigne a Digione, dove fu seguito da quasi tutti i suoi monaci, compreso Ugo. Mentre si trovava a Digione, quest'ultimo prese i voti davanti all'abate Jarento, un forte sostenitore del partito papale e un entusiasta amico personale di papa Gregorio VII. Ugo divenne presto confidente dell'abate Jarento; anche Ugo, arcivescovo di Lione, era molto amichevole nei confronti del giovane monaco e spesso chiedeva i suoi servizi.
Nel 1096, nonostante la sua giovinezza, Ugo fu eletto abate di Flavigny, ma presto fu coinvolto in varie controversie, non solo con il vescovo di Autun, nella cui diocesi si trovava, ma anche con i suoi monaci, che volevano avvalersi di tutti i mezzi possibili, anche disonesti, per favorire la causa del papa. A causa di queste tensioni, Ugo fu costretto in due occasioni a fuggire, e infine ad abdicare dalla carica di abate, sebbene il Concilio di Valenza (nel 1100) avesse ordinato la sua reintegrazione. Queste amare esperienze portarono gradualmente a un completo cambiamento nelle sue opinioni politico-religiose sulla lotta per le investiture. Da campione zelante e altruista, della causa papale, divenne un deciso avversario delle pretese papali, arrivando addirittura ad accettare dal vescovo Riccardo di Verdun, seguace dell'imperatore, la dignità di abate di Verdun, dopo che l'abate Laurenzio, che sosteneva il papa, era stato espropriato in modo del tutto illegale. Ma riuscì a mantenere questa carica solo dal 1111 al 1114, dopodiché sembra che abbia vissuto in stretta clausura a Verdun come un semplice monaco.

## Opere
Già durante il suo soggiorno a Digione, probabilmente su richiesta dell'abate Jarento e dell'arcivescovo Ugo, aveva iniziato una cronaca in lingua latina della storia del mondo dalla nascita di Cristo fino ai suoi tempi (Chronicon Virdunense seu Flaviniacense). Possediamo questa cronaca in due libri: il primo, che si estende fino all'anno 1002, è poco più che una compilazione vagamente pianificata e la sua importanza è interamente dovuta ai frammenti di opere perdute più antiche che contiene; il secondo copre gli anni dal 1002 al 1112 ed è prezioso soprattutto per la storia della Lorena, e anche per la storia ecclesiastica della Francia.
Con ampia erudizione, Ugo raccolse una grande massa di materiali e, laddove i suoi fatti divennero troppo ingombranti, abbandonò la forma annalistica per una narrazione completa e dettagliata. In questo modo mise in rilievo gli Acta Gregorii VII (biografia papale di Gregorio VII); la Serie Abbatum Flaviniacensium (sui predecessori come abate di Flavigny); la Vita beati Richardi, abbatis S. Vitori e la Vita S. Magdalvei (due agiografie). Il suo racconto sull'elezione papale di Vittore III è un capolavoro per il suo periodo.
In generale, tuttavia, non si può dire che Ugo controllò i suoi materiali: non facendo alcun tentativo di accordo, egli cita documenti originali, le proprie esperienze o la testimonianza di altri, ai cui racconti spesso dà più credito di quanto meritino in realtà.